# 仙人坝水库
仙人坝水库是中国湖北省黄冈市武穴市境内的一座水库，位于华阳河水系太白湖上游，建于1963年。水库正常库容为3777万立方米，集雨面积为30平方千米，海拔为45.5米。